# Jak nezískat Pulitzera
Jak nezískat Pulitzera (původní název Shattered Glass) je americko-kanadské filmové drama z roku 2003 režiséra Billyho Raye. Zachycuje skutečný příběh novináře Stephena Glasse, který v letech 1995 až 1998 publikoval v amerických médiích v čele s časopisem The New Republic víc než čtyři desítky zcela či částečně smyšlených reportáží.
Titulní roli mladého reportéra ztvárnil Hayden Christensen. Za herecký výkon v roli jeho nadřízeného, editora Charlese Lanea, získal Peter Sarsgaard nominaci na Zlatý glóbus. Mezi kritiky snímek obecně vyvolal kladný ohlas a získal napříč Spojenými státy 11 ocenění. Z ekonomického hlediska úspěch snímku nebyl velký, film ovšem našel uplatnění především ve výuce žurnalistické etiky.

## Děj
Stephen Glass je mladý reportér washingtonského časopisu The New Republic, který si čtivými, nápaditými a objevnými reportážemi rychle vybudoval zářnou novinářskou kariéru. Jeho největší oporou je editor časopisu Michael Kelly. Postaví se za něj i poté, co si předseda svazu mladých amerických konzervativců stěžuje na Glassovu reportáž „Spring Breakdown“ o údajné konzumaci alkoholu, kouření marihuany a sexuálních orgiích v průběhu jejich konference. Její účastníci upozorní, že Glass v textu píše o malých lahvičkách alkoholu vybraných z minibarů na hotelových pokojích, ačkoli hotel minibary nedisponuje. Odhalení se mladý reportér vyhne díky tomu, že hotelová recepce nabízí pronájem ledniček, což se dozví i Michael Kelly, když informaci ověřuje. Glass přizná, že minibary za ledničky omylem zaměnil, ale tvrdí, že zbytek reportáže je autentický.
Kvůli osobnímu sporu s majitelem a šéfredaktorem časopisu Martym Peretzem je Michael Kelly odvolán. Ve funkci editora ho nahradí Chuck Lane. The New Republic později vydá další Glassovu reportáž nazvanou „Hack Heaven“. Pojednává o nezletilém hackerovi Ianu Restilovi, který se naboural do sítě technologické společnosti Jukt Micronics. Firma mu později měla štědře zaplatit a zaměstnat jej jako počítačového experta. Restil se díky tomu měl stát hvězdou hackerské konference, která se konala v marylandské Bethesdě.
Na Glassovu reportáž se pokouší navázat Adam Penenberg a Andy Fox z redakce internetových stránek magazínu Forbes. Informace z článku se jim ale nedaří ověřit, na což upozorní i Chucka Lanea. Ten pojme podezření spustí vlastní vyšetřování kauzy. Nedaří se mu však dohledat ani osoby, které v reportáži vystupují. Ve snaze obhájit svůj text Glass vytvoří amatérskou webovou stránku údajně patřící společnosti Jukt Micronics a uvede na ní telefonní číslo do kalifornského Palo Alta, kam se Lane jednou skutečně dovolá. Později však zjiszí, že ve městě žije Glassův bratr. Podvod je definitivně odhalen poté, co se Lane nechá Glassem odvést do údajného dějiště hackerské konference a dozví se, že budova byla v onen den zavřená.
Stephen Glass přizná, že na konferenci nebyl. Snaží se Laneovi namluvit, že se stal sám obětí podvodu: Spoléhal prý na své zdroje a vlastní návštěvu konference si vymyslel proto, aby reportáž lépe vyzněla. Chuck Lane však Glasse vykáže z redakce a začne zpětně prověřovat všechny texty, které mladý novinář v časopisu publikoval. Ve většině z nich rovněž nachází neověřitelné informace, a tak Stephena Glasse propouští. V emočně vypjaté situaci reportérka Caitlin Aveyová obviní Lanea, že se snaží zbavit zaměstnanců loajálních k jeho předchůci Kellymi. Druhý den reportéři sepíšou omluvu čtenářům a svého editora přivítají potleskem. Stephen Glass na jednání s Lanem a právníkem přiznává, že si zcela nebo částečně vymyslel obsah 27 ze svých 41 reportáží publikovaných v The New Republic.

## Obsazení

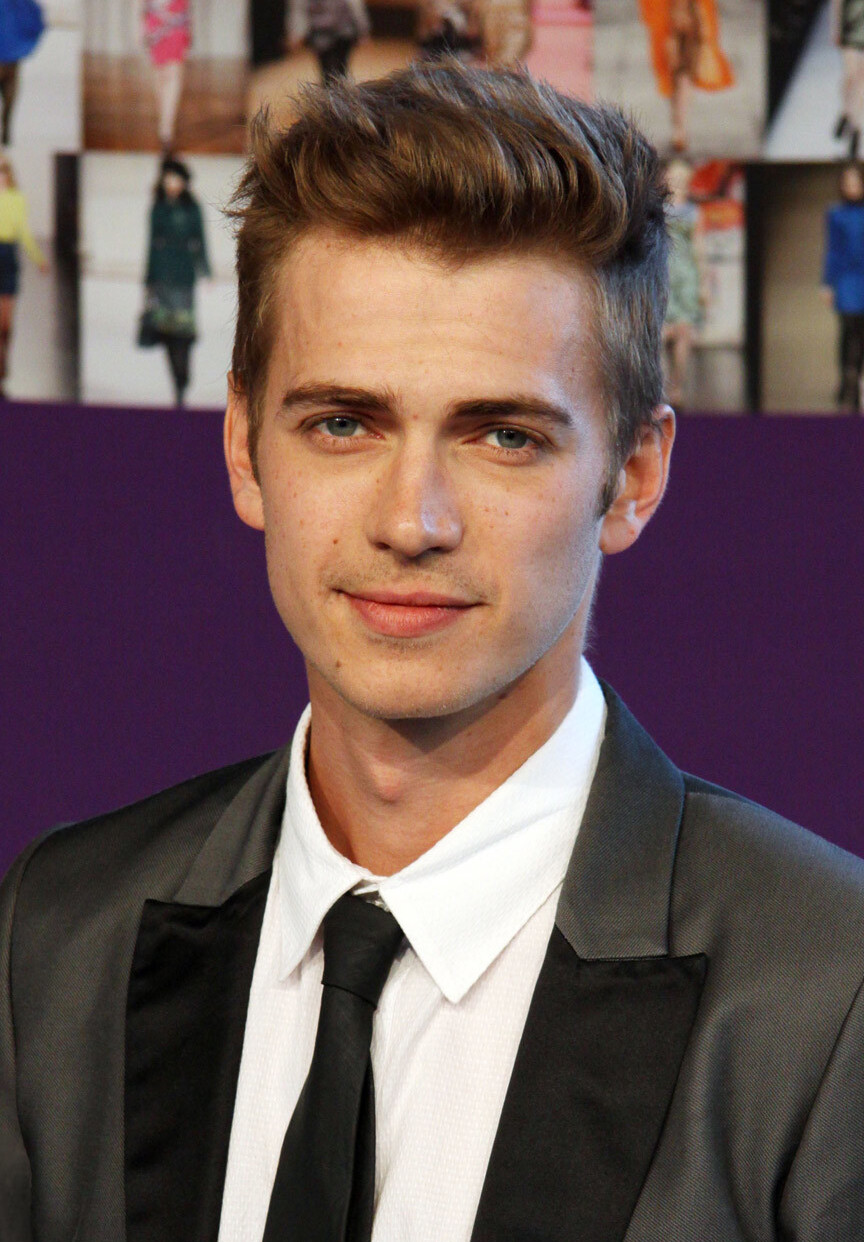
Hayden Christensen, představitel Stephena Glasse

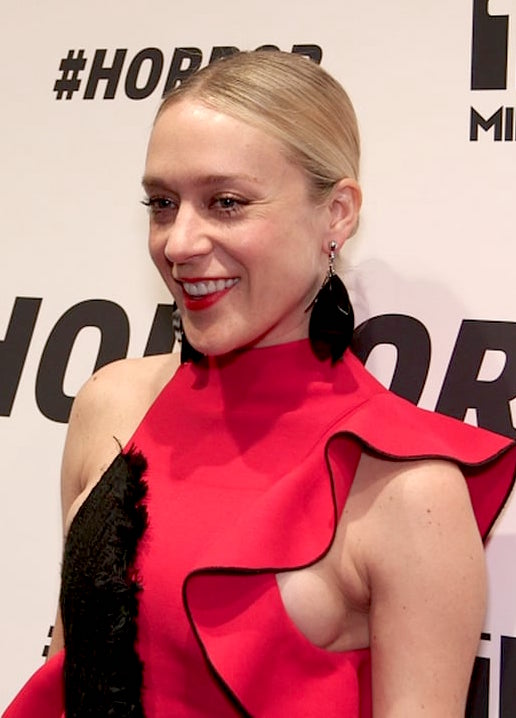
Chloë Sevignyová ztvárnila roli fiktivní postavy Caitlin Avey

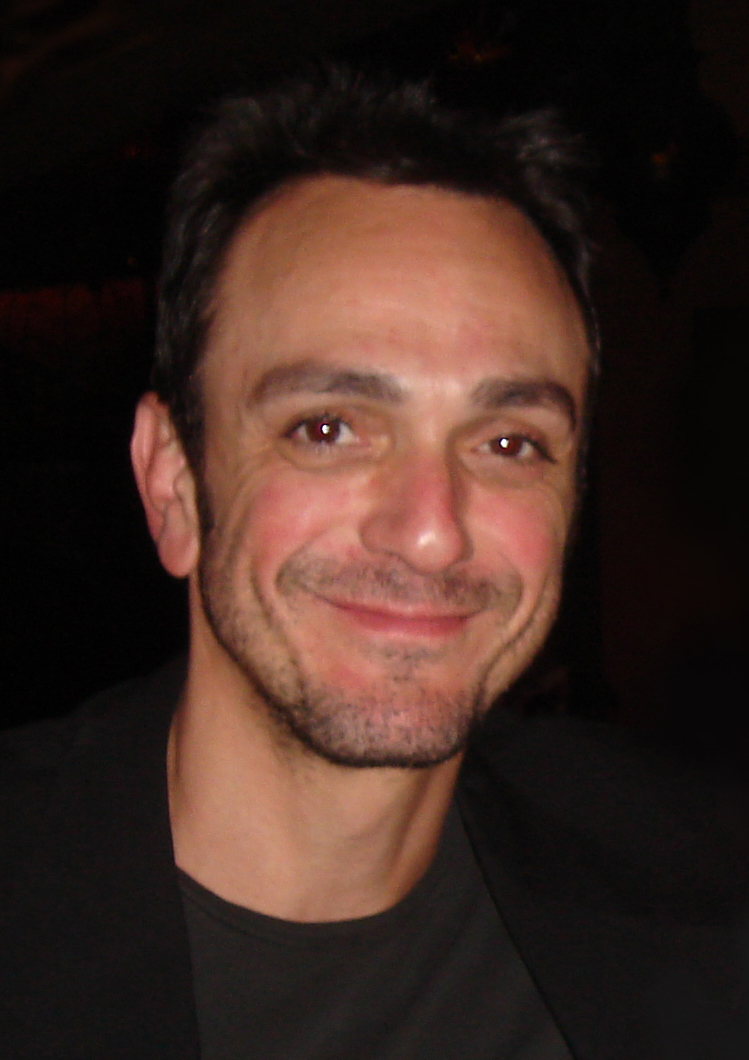
Hank Azaria, představitel editora Michaela Kellyho

| Hayden Christensen | Stephen Glass                                                            |
| Peter Sarsgaard    | Chuck Lane                                                               |
| Chloë Sevignyová   | Caitlin Aveyová (fiktivní postava částečně inspirovaná Hannou Rosinovou) |
| Hank Azaria        | Michael Kelly                                                            |
| Melanie Lynskeyová | Amy Brand (fiktivní postava)                                             |
| Steve Zahn         | Adam Penenberg                                                           |
| Rosario Dawsonová  | Andy Fox (fiktivní postava)                                              |
| Ted Kotcheff       | Marty Peretz                                                             |

## Předloha
Základním pilířem při tvorbě scénáře byl obsáhlý článek, který o Stephenu Glassovi a jeho podvodech v rámci novinářské práce napsal Buzz Bissinger. Jeho text vyšel v magazínu Vanity Fair v září 1998, tedy jen krátce po Glassově nedobrovolném odchodu z redakce The New Republic. Stejně jako článek se film zabývá především dvěma klíčovými texty Stephena Glasse: reportáží „Spring Breakdown“, kvůli níž pojal editor první podezření, a následně článku „Hack Heaven“, který znamenal konec Glassovy kariéry.
Z článku Vanity Fair přímo vychází řada scén použitých ve filmu – například podrobně vylíčená návštěva údajného dějiště hackerské konference, kam se nechal editor Lane zavézt poté, co pojal podezření, že je reportáž smyšlená. Právě Buzz Bissinger jako první zmínil i následný emotivní okamžik v autě, kdy rozrušený Stephen Glass kvůli slzám v očích není schopen řídit.

## Podíl aktérů kauzy na scénáři
Samotný Glass na filmu spolupracovat odmítl, stejné téma však samostatně zpracoval v románu The Fabulist. Ten je částečně autobiografický, jeho hlavní postavu autor pojmenoval Stephen Aaron Glass. Po vydání knihy a několika rozhovorech poskytnutých v rámci její propagace přestal veřejně vystupovat a neposkytoval žádné další interview. Jak ovšem v roce 2014 přiznal, zúčastnil se předpremiéry snímku.
Řekl, že filmu nemohl věnovat příliš pozornosti, jen sklopil zrak k vlastním nohám a plakal. Domnívá se, že část celého dramatu snímek zachytil velmi dobře, ale v jednom aspektu zcela selhává: „Ve filmu se zdá, jako kdybych z toho měl sám radost. Pro mne to ale nikdy nebyla legrace. Byl jsem úzkostlivý, vystrašený a deprimovaný. Navenek jsem působil vesele, ale uvnitř jsem necítil nic než úzkost.“ 
Hanna Rosinová, bývalá kolegyně Stephena Glasse
S filmaři přímo spolupracovali oba Glassovi nadřízení z redakce The New Republic – editor Michael Kelly (krátce před dokončením filmu však zemřel během zpravodajské práce v Iráku) a jeho nástupce Chuck Lane. Oba scénář chystaného snímku dostávali k opravě a připomínkování. Lane si po uvedení filmu pochvaloval míru, do jaké se tvůrci drželi reality. Přiznává však drobné odchylky. „Ve filmu jsou události, ke kterým ve skutečnosti nedošlo – zkrátka proto, aby děj plynul. Obsahuje vroucné a nejasné scény se mnou a mou ženou, které se nekonaly. S některými lidmi tam diskutuji na odlišných místech a slova jsou úplně jiná,“ konstatoval. Samotnou podstatu kauzy i průběh jejího rozplétání však podle něj film mapuje autenticky.

### Věnování
Glassův bývalý nadřízený Michael Kelly, který scénář filmu připomínkoval, krátce před premiérou zemřel během zpravodajské práce v Iráku. Jako „embedovaný“ reportér se 4. dubna 2003 jižně od Bagdádu přesouval v obrněném transportéru 3. pěší divize americké armády, která se dostala pod nepřátelskou palbu. Vozidlo sjelo z cesty do vodního kanálu,kde Kelly spolu s řidičem zahynuli. Michael Kelly se tak stal prvním americkým reportérem, který v Iráku zemřel. Bylo mu 46 let. Tvůrci filmu jeho smrt zmínili textem v závěru filmu a celý snímek věnovali jeho památce.

## Ohlasy
Mezi novináři vyvolal snímek rozporuplné reakce ještě před dokončením samotného natáčení. Žurnalisté jeho autorům vytýkali zejména to, že vyzdvihuje a oslavuje podvodníka, který narušil důvěryhodnost nejen časopisu The New Republic, ale i médií obecně. „Obvykle musejí filmy nejprve vyjít, aby mohly dostat špatné recenze,“ komentoval to v roce 2002 režisér Billy Ray.
První projekce snímku ovšem ukázaly, že hrdinou snímku není Stephen Glass, ale především editor Lane. „[Film] posloužil komerčním zájmům tisku – nejen tím, že implicitně vyzdvihoval proces autoregulace, ale i tím, že časopisu The New Republic umožnil přetavit ostudu ve vlastní propagaci,“ konstatoval Matthew Ehrlich z University of Illinois
Podle Ehrlicha byly ve filmu potlačeny veškeré aspekty redakční kultury, které mohly ke vzniku Glassovy kauzy přispět. Přílišnou vstřícnost vůči časopisu kritizoval také komentátor deníku The New York Times Frank Rich. Vadí mu i skutečnost, že si režisér najal jednoho z hlavních aktérů kauzy – Chucka Lanea – jako placeného konzultanta.
Další novináři a filmoví kritici ovšem místo slov o glorifikaci časopisu The New Republic a představených verifikačních procesů zdůraznili zcela opačné vyznění filmu. James Berardinelli na svém serveru Reelviews podotkl, že „vyvstávají otázky, nakolik bychom měli věřit svým každodenním zdrojům zpráv, pokud je vydávání smyšlených textů tak jednoduché“. Podobný pohled volila i recenze dnes již neexistujícího serveru FilmCritic.com: „Shattered Glass nám ukazuje, že někdy je přímo novinář tím, komu bychom neměli věřit.“
 

### Ocenění

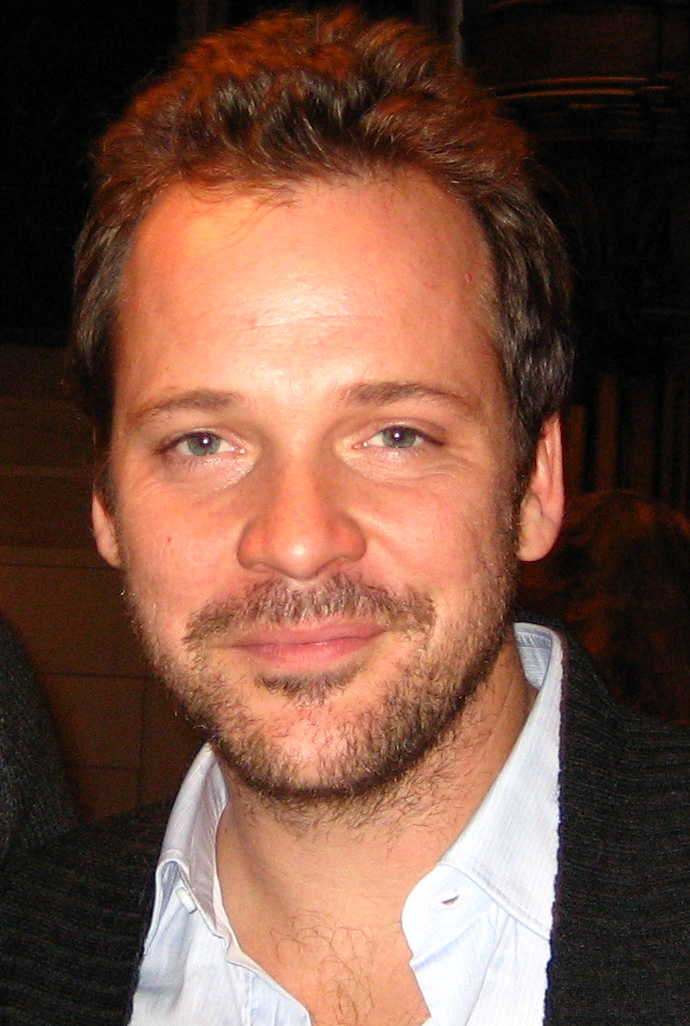
Nejvíce ocenění, včetně nominace na Zlatý glóbus, filmu zajistil výkon Petera Sarsgaarda v roli editora Chucka Lanea.

- Boston Society of Film Critics Awards: Nejlepší herec ve vedlejší roli (Peter Sarsgaard)
- Kansas City Film Critics Circle Awards: Nejlepší herec ve vedlejší roli (Peter Sarsgaard)
- Las Palmas Film Festival: Nejlepší herec (společná cena pro Haydena Christensena a Petera Sarsgaarda)
- National Board of Review: Zvláštní uznání za excelenci ve filmové tvorbě
- National Society of Film Critics Awards: Nejlepší herec ve vedlejší roli (Peter Sarsgaard)
- Online Film Critics Society Awards: Nejlepší herec ve vedlejší roli (Peter Sarsgaard)
- Political Film Society: Výhra v kategorii Demokracie
- San Francisco Film Critics Circle: Nejlepší herec ve vedlejší roli (Peter Sarsgaard)
- Toronto Film Critics Association Awards: Nejlepší herec ve vedlejší roli (Peter Sarsgaard)
- Village Voice Film Poll: Nejlepší výkon ve vedlejší roli (Peter Sarsgaard)[2]

Peter Sarsgaard byl za svůj výkon v roli Chucka Lanea v roce 2004 rovněž nominován na prestižní ocenění Zlatý glóbus. To však nakonec získal Tim Robbins za roli v dramatu Clinta Eastwooda Mystic River.